# جون ك. بورتر
جون ك. بورتر (بالإنجليزية: John K. Porter)‏ هو قاضي ومحامي أمريكي، ولد في 12 يناير 1819، وتوفي في 11 أبريل 1892.